# Волчковцы (Ивано-Франковская область)
Во́лчковцы (укр. Вовчківці) — село в Снятынской городской общине Коломыйского района Ивано-Франковской области Украины.
Население по переписи 2001 года составляло 2304 человека. Занимает площадь 9,1 км². Почтовый индекс — 78341.